# Indumentària de la dècada de 1980

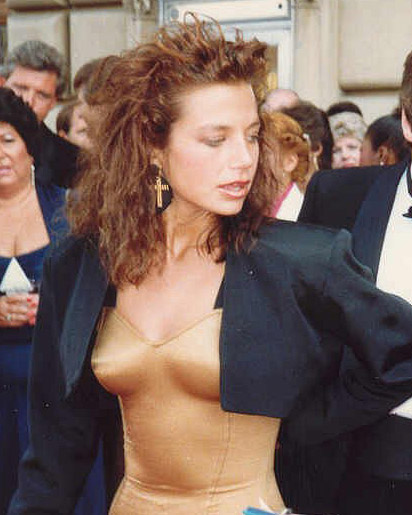
Entre les dones, els pentinats voluminosos van tipificar la dècada. (Justine Bateman, 1987).

La Indumentària de la dècada de 1980 a Gran Bretanya, els Estats Units, Europa i Austràlia tenia un fort èmfasi en la roba cara i accessoris de moda. Tendia a ser molt brillant i vívida en aparença. Les dones van expressar una imatge de riquesa i èxit a través d'una brillant bijuteria, com grans arracades d'imitació d'or, collarets de perles i roba coberta amb lluentons i diamants. La moda punk va començar com una reacció contra el moviment hippie de les últimes dècades i els valors materialistes de la dècada actual. La primera meitat de la dècada va ser relativament suau en comparació amb la segona meitat, que és quan l'icònic esquema de colors dels anys vuitanta es va fer popular.
El cabell de la dècada de 1980 era en general voluminós, arrissat, cardat i molt estilitzat. Els programes de televisió com Dynasty van ajudar a popularitzar el volum elevat i la imatge glamorossa associada amb ell. Les dones de la dècada de 1980 portaven maquillatge brillant i pesat. La moda quotidiana dels anys 80 consistia en llavis de color clar, pestanyes fosques i grosses, i coloret rosat o vermell —també conegut com a rubor.

## Moda femenina

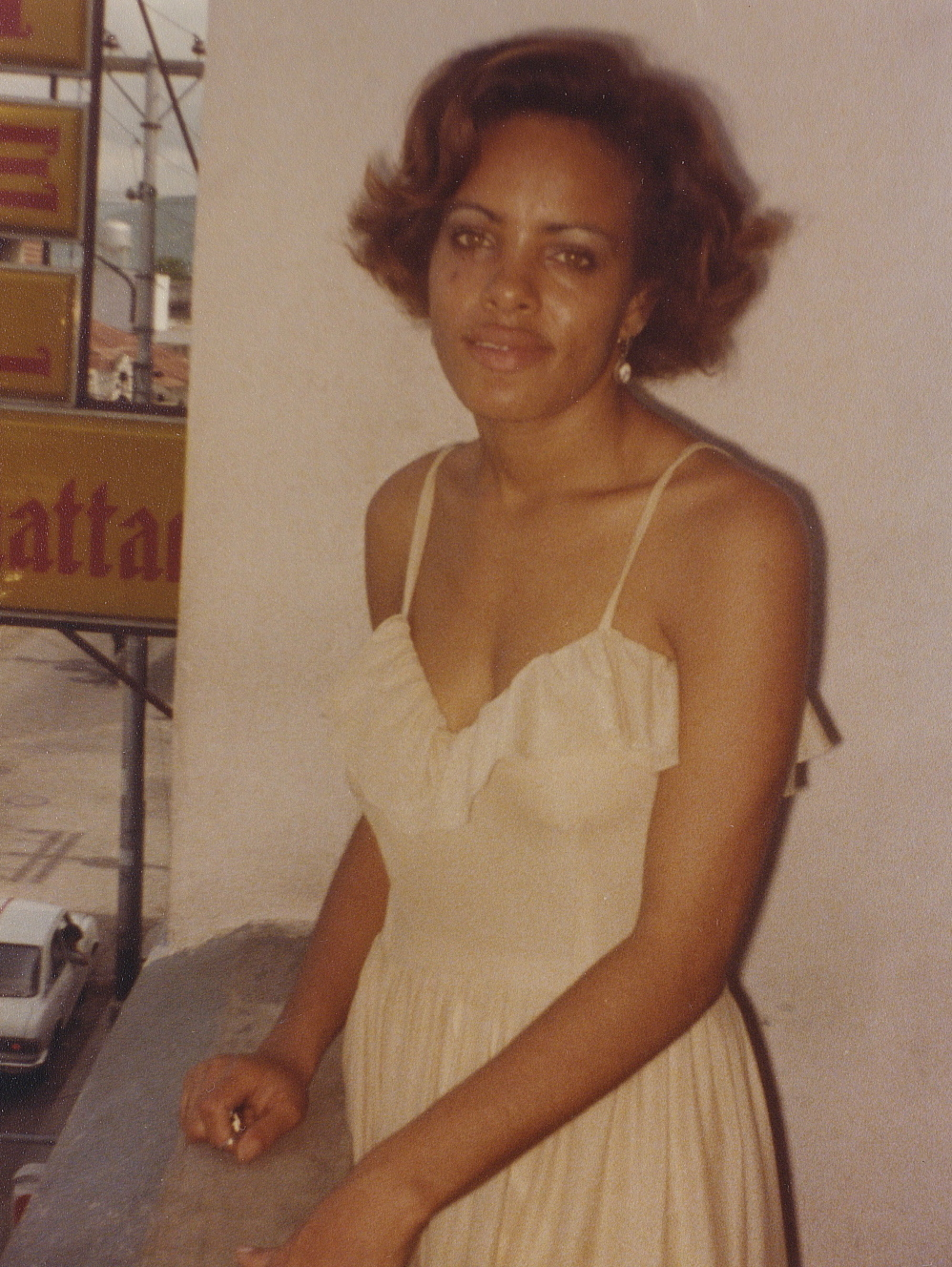
Dona jove en 1980 amb un vestit escotat de tirants d'«espagueti».

### Principis de 1980 (1980-83)

#### Minimalisme
Els primers anys de la dècada de 1980 van ser molt diferents a la resta de la dècada, amb alguns romanents de finals dels anys setanta. A començaments dels anys vuitanta es va adoptar un enfocament minimalista de la moda, amb menys èmfasi als accessoris, i es va considerar la cuestió pràctica tant com l'estètica. Els colors de la roba van ser suaus, tranquils i bàsics; variats tons de marró, torrats i taronja eren comuns.

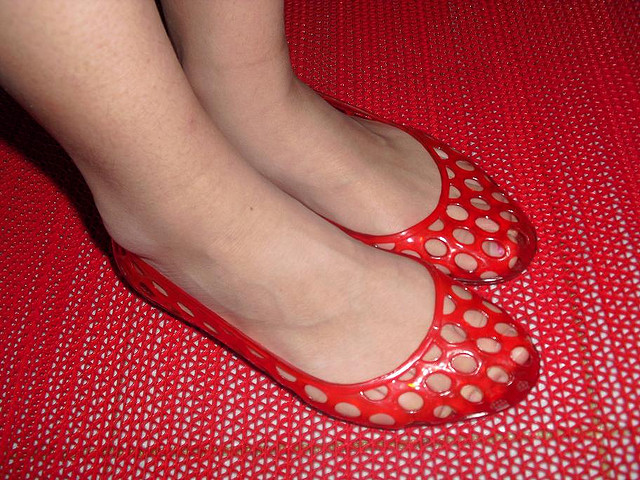
Una sabata de gelatina.

La roba de moda a començaments de la dècada de 1980 mostrava vestimenta unisex i específica de gènere. Les modes generalitzades per a les dones a començaments de la dècada de 1980 incloïen jerseis —inclosos el coll alt, el coll rodó i les varietats amb escot en pic— ; —armilles amb folre de pell; abrics de pell sintètica; blazers de vellut; gavardines —fetes en cuir fals i autèntic—; mitja brusa fins a sota el pit; camisetes de tors sense mànigues; faldilles fins al genoll —sense longitud prescrita, ja que els dissenyadors van optar per l'opció—; Vestits despresos, fluids, àdhuc el genoll —(mb escots de tall alt i tall baix, diferents longituds de màniga i fets en una gran varietat de teles, incloent cotó, seda, setí i polièster—; pantalons amples de cintura alta; vaquers brodats; pantalons de cuir; i vaquers de dissenyador. Els pantalons de les dones de la dècada de 1980 van ser, en general, usats amb llargues costures, un estil portat de la dècada de 1970.
Els accessoris per a dones en aquesta dècada van ser en la seva majoria romanents de la dècada d'anterior. Això incloïa cinturons prims, botes fins al genoll amb talons gruixuts, sabatilles d'esport, sabates de gelatina —una nova tendència en aquest moment—),sabates amb punta rodona i botes, braçalets de gelatina —inspirades en Madonna en 1983—, sabates amb talons gruixuts, collarets petits i prims —amb una varietat de materials, com or i perles— i petits rellotges.

#### Aeròbic
La bogeria de l'aptitud de la dècada de 1970 va continuar en la dècada de 1980. La roba de carrer general per a dones usada a començaments de la dècada de 1980 incloïa vaquers esquinçats, malles, leotards, pantalons de xandall, i xandalls —especialment els que es fabriquen en vellut.
Els accessoris atlètics van ser una tendència massiva en la dècada de 1980, i la seva popularitat va ser impulsada sobre manera per l'aeròbic. Això incloïa escalfadors de cames, cinturons amples, cinturons elàstics i sabates esportives conegudes com a «sabatilles d'esport» als Estats Units, o «entrenadores» a Gran Bretanya.

#### Moda professional
En la dècada de 1970, cada vegada més las dones s'unien al treball, per la qual cosa, a començaments de la dècada de 1980, les dones treballadores ja no es consideraven inusuals. Com una forma de proclamar-se com a iguals en el mercat de treball, les dones van començar a vestir-se més seriosament. La roba popular per a dones en el mercat de treball incloïa faldilles fins al genoll, pantalons amples, una jaqueta fent joc i una brusa d'un color diferent. Les sabates de taló d'agulla s'usaven sovint. Les sabates formals es van fer més còmodes durant aquest període amb el temps, els fabricants van afegir soles que eren més flexibles i de suport. Les sabates amb talons moderats i dits relativament punxeguts de finals de la dècada de 1970 van continuar sent una tendència de moda.

### Mitjan de la dècada de 1980 (1984-86)

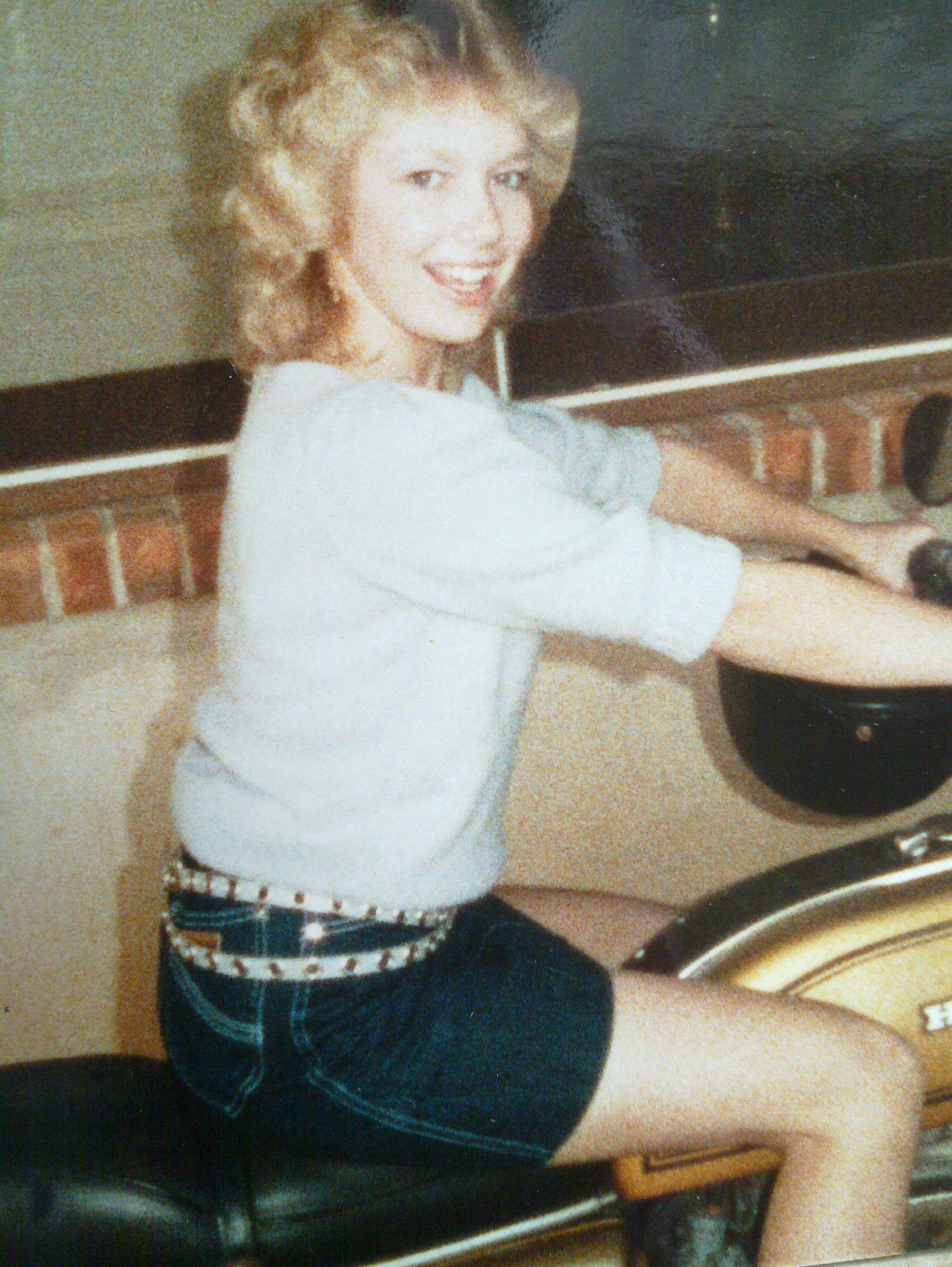
Una jove de mitjan la dècada de 1980 amb una minifaldilla de mescla amb dos cinturons fins.

#### Colors brillants
La moda femenina a mitjan dècada de 1980 es va fer més acolorida al voltant de 1984. Això incloïa abrics de llana llargs, faldilles acampanades llargues, minifaldilles de teles fines, pantalons lleugerament estriats i d'estreps —amb una banda o corretja que s'usava sota l'arc del peu per subjectar la cama dels pantalons—, pantalons vaquers de disseny, i pantalons curts d'elastà. jerseis extremament llargs i voluminosos, granotes, colors pastel, gavardines de cuir, abrics de pells, mocadors extremament grans, casquets, guants de cuir i vestits amb cinturons amples o prims. La bogeria de l'aeròbic de principi] de la dècada de 1980 va continuar fins a mitjans de la mateixa década, però la roba es va tornar més acolorida del que era abans. Les sabates de dona de mitjan la dècada de 1980 incloïen sandàlies amb tires, sandàlies de taló i sabates de saló.
A la dècada de 1980, Madonna, l'emergent estrella del pop, va demostrar ser molt influent en la moda femenina. Va aparèixer per primera vegada en l'escena de la música amb el seu aspecte d'«eriçó del carrer» consistent en faldilles curtes sobre malles, collarets, braçalets de goma, guants de xarxa, collarets de llargues granadura, cabell descurat i amb arrels fosques, cintes per al cap de punta d'encaix. En la seva fase «Com una Verge», milions de noies de tot el món van emular el seu exemple de moda que incloïa sostenidors usats com a roba d'abrigar, enormes joies de crucifixos, guants de punta d'encaix o faldilles de tul.

#### Indumentària de poder

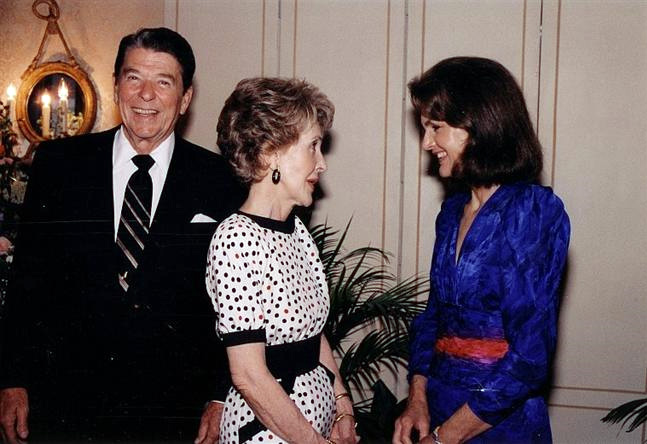
El president Ronald Reagan i la seva esposa, Nancy, amb Jacqueline Kennedy Onassis.

L'horari estel·lar de la televisió mostra a les sèries Dallas i, en particular a Dynasty que va influir en les espatlleres cada vegada més grans. Els coixinets per les espatlles, popularitzades per Joan Collins i Linda Evans, van ser populars des de mitjan dels anys vuitanta fins principis dels noranta. La sèrie Dallas, tanmateix, va promoure exhibicions de riquesa que involucraven joies i roba resplendent. Mentrestant, les sabates de moda i de negocis de les dones van tornar amb els talons i puntures de pic que eren populars en la dècada de 1950 i principis de 1960. Algunes botigues emmagatzemaven sabates de setí en blanc i les tenyien al color preferit del client, normalment de colors brillants.
Les dones confiaven cada vegada més en el seu lloc de treball i s'esforçaven més per avançar en la seva carrera. Aquestes dones volien encaixar en el nivell de gestió en tractar d'emular els homes a través de la moda i l'aparença externa per semblar més masculines i poderoses. La major part de les posicions més altes al camp de treball estava ocupada per l'home en aquest moment, és comprensible que la figura de l'home i la funció del cos influïssin en la manera en la qual la roba de la dona es burla de la poderosa imatge general existent en aquest moment. Per tant, volien peces de roba que les apoderin i els donessin un aspecte més masculí, el que feia que la dona semblés més capaç de tasques de més alt nivell i més professional encaixant amb la majoria masculina. Això es va aconseguir amb atributs com ara espatlles més amples amb l'ajut coixinets i mànigues més grans.
Una pel·lícula de Lizzie Borden, Working Girls va afectar com la societat percep les dones en diferents camps i posicions, també va presentar el feminisme i temes sobre el capitalisme. Working Girls és una producció independent publicada el 1986 sobre la vida quotidiana de les prostitutes de classe alta en un petit bordell de Manhattan. Els personatges principals de la història tenen antecedents com ara graduats de la Universitat de dret de Yale; la pel·lícula deixa en clar que no van ser forçats al camp sinó que ho van escollir ells pròpiament. Al llarg de la pel·lícula, es va promoure el vestidor de poder junt amb la capacitat de les dones per prendre el control del seu propi futur.
Després del boom econòmic occidental de mitjan anys 80, la generació més jove va tenir una menor influència en la moda, ja que van tenir un impacte més petit en el mercat. El consumidor principal es va convertir en les generacions més velles que eren més estables financerament i van ser influïdes per les notícies polítiques internacionals. El Thatcherisme va ser promogut a Regne Unit pel  Partit Conservador britànic, la líder Margaret Thatcher, amb el seu vestit de poder es va convertir ràpidament en un dels símbols més coneguts en la dècada de 1980. Els vestits usats per Margaret Thatcher en general eren d'un sol color amb un barret, una jaqueta i una faldilla fent joc, que acabava sota el genoll. Un collaret ample de perles també formava part del seu abillament habitual. El seu estil polític va ser directe, efectiu i algunes vegades criticat per no ser suficientment empàtic. Però no hi ha dubte que la seva aparença va retratar la seva habilitat, poder i autoritat, que és el que moltes dones treballadores en aquesta època desitjaven.

### Finals de la dècada de 1980 (1987-89)

#### Moda amigable per al consumidor
Des de 1987 fins principis de la dècada de 1990, la faldilla curta va ser l'única longitud admesa pels dissenyadors de moda. Encara que les faldilles de qualsevol longitud eren acceptables per usar als anys anteriors, tota l'atenció se li va donar a la faldilla curta, especialment entre les adolescents i dones joves. Les espatlleres es van fer cada vegada més petites. Els accessoris populars a Gran Bretanya, França i Amèrica van incloure sabates de colors brillants amb talons prims, cinturons estrets de multicolors, boines, guants de punta d'encaix, collarets de granadura i braçalets de plàstic.
La indumentària femenina a la fi de la dècada de 1980 incloïa jaquetes tant curtes com llargues, abrics de tela com de pell falsa, abrics reversibles de cuir en un costat, pell falsa a l'altre, dessuadore] de rugbi, vestits de punt de jersei, vestits de tipus nina que s'usen amb pantalons capri, malles o pantalons de ciclista, mitges opaques i pisos de mitjons fins al turmell, de color pastel; pantaló de peto, minifaldilles, pantalons elàstics, pantalons cònics, faldilles amb malles, pantalons casolans fets en dissenys vistosos amb colors brillants i mitges opaques.

#### Moda asiàtica
A la Xina, el vestit Mao tradicionalment conegut com a vestit de Zhongshan, va declinar després de la mort de Mao Zedong, l'eliminació de la Banda dels Quatre, i la liberalització dels vincles comercials i les relacions internacionals a mitjan i finals dels 80. Les dones més riques de la Xina van començar a vestir novament les modes inspirades a l'Occident, incloses les minifaldilles vermelles o grogues, a més a més dels vestits de camisa més típics, les sabatilles d'esport blanques i les bruses de PET.

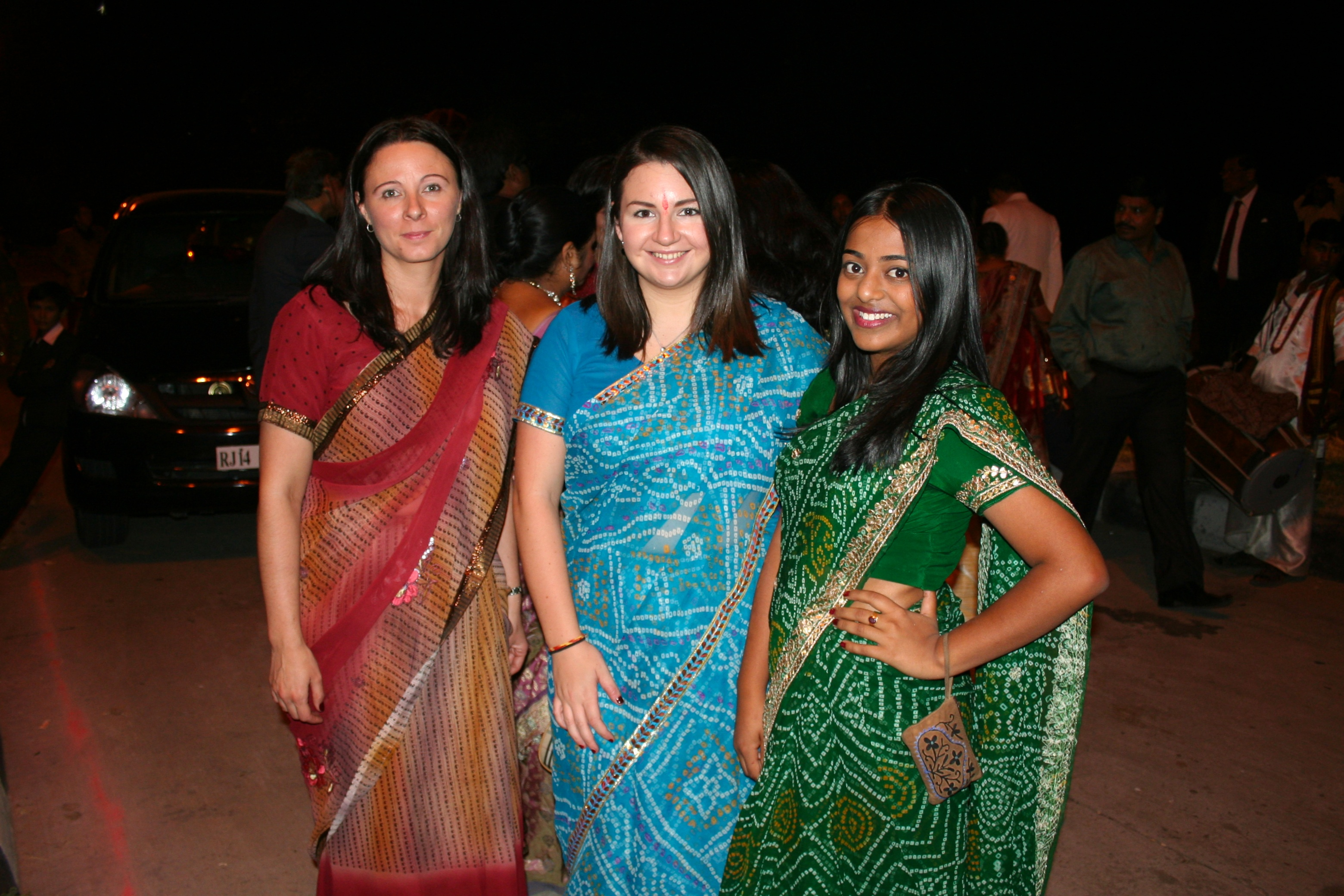
Noies de l'Índia vestides amb saris.

A la fi de la dècada dels vuitanta també va ser testimoni dels inicis de la moda indo occidental i la moda d'alta costura a l'Índia, que eventualment guanyarien reconeixement mundial en la dècada dels 90. Colors com el vermell i el blanc van ser populars, sovint amb intricats brodats. Encara que la majoria de les dones van continuar fent servir el sari, les actrius de Bollywood també van tenir accés a abillaments de dissenyadors occidentals i peces de roba de disseny local com el vestit de ball Anarkali.

## Moda masculina

### Principis de 1980 (1980-83)

#### Roba esportiva

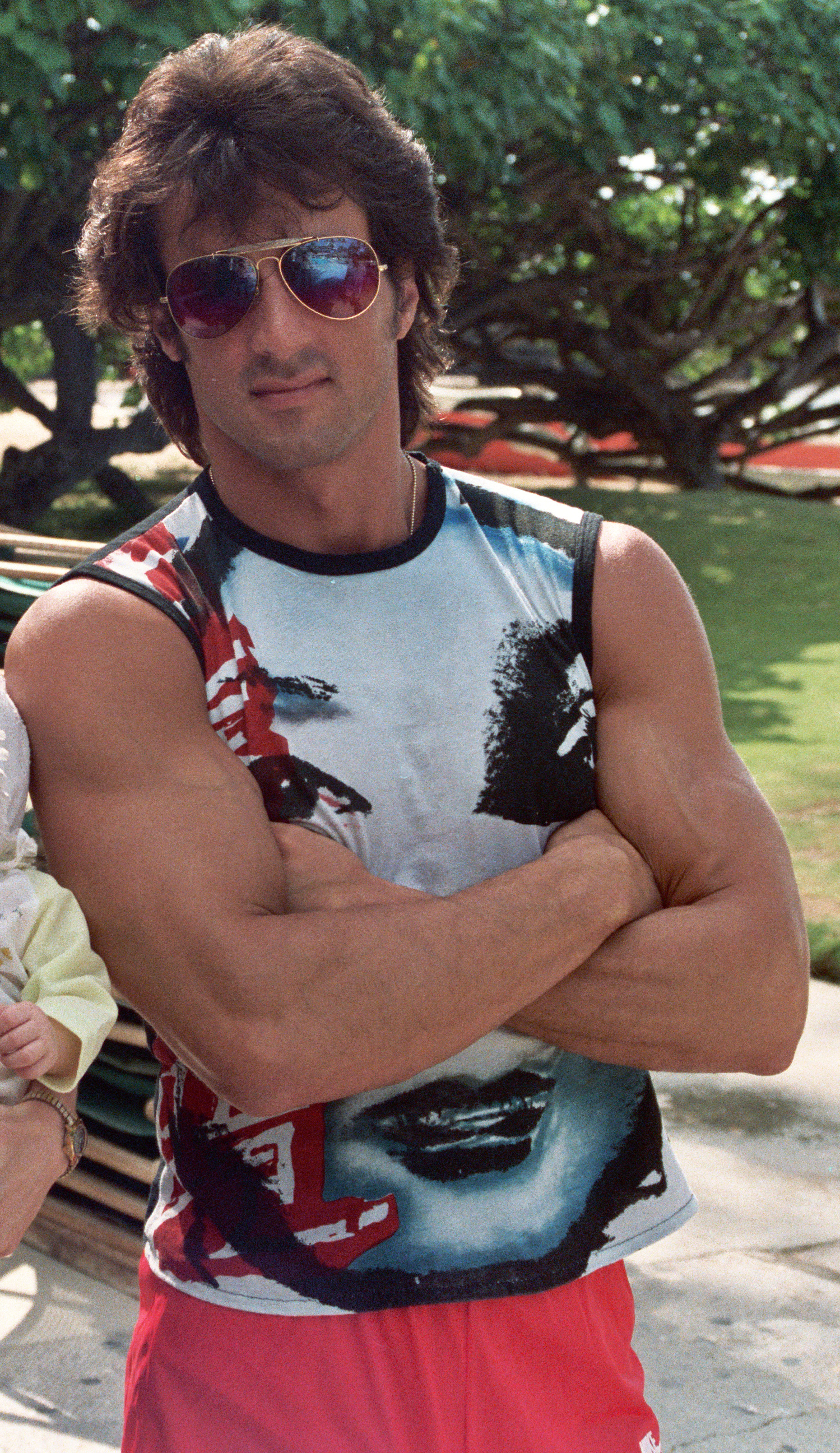
Sylvester Stallone el 1983.

A començaments de la dècada de 1980, la moda s'havia allunyat de l'aparença descurosa hippie i de l'estil disc excessivament usat de finals dels anys setanta. La roba atlètica era més popular que els vaquers durant aquest període, a l'igual dels colors més tènues. Els colors populars eren negre, blanc, anyil, verd bosc, bordeus i diferents tons de marrons i taronges. El vellut i el polièster eren les teles populars utilitzades en la roba, especialment en les camises amb coll de boca bec i botonat. Els pantalons amples van continuar sent populars durant aquest temps, estant força amples però rectes, i les camises més ajustades. El públic en general, en aquest moment, volia usar roba de baix manteniment amb colors més bàsics, ja que la recessió mundial que estava succeint en aquest moment va mantenir la roba extravagant fora del seu abast.
La roba popular dels homes de la dècada de 1980 va incloure xandalls, jerseis amb coll en V, camises de polo amb coll de vellut, samarretes esportives, pantalons vaquers de cama recta, pantalons vaquers enrotllats per mostrar els seus mitjons folgats, botons de polièster, botes de vaquer, gorres i dessuadores amb caputxa. Prop d'aquest temps, es va fer acceptable que els homes usessin abrics i pantalons esportius en llocs que anteriorment requerien un vestit. A Gran Bretanya, els pantalons dels nens van romandre acampanats, però només lleugerament.

#### Nova influència
Des de principis fins a mitjan anys 80, els grups de música Post-punk i new wave van influir en la moda masculina i femenina dominant. Vestits slim-fitting fets comercialment, corbates primes en cuir o estampats audaços, samarretes amb ratlles, jaquetes exclusives per als seus membres, camises de tela metàl·lica, ulleres tipus gat, ulleres amb muntura de colors, maquillatge androgin de color neó, i jaquetes de cuir van ser molt usats. Els pentinats comuns incloïen un floc curt per als homes o un pèl voluminós per a les dones, i els colors unisex típics per a la roba van ser turquesa, verd blavós, vermell, groc neó i morat.

#### Aspecte de bon gust

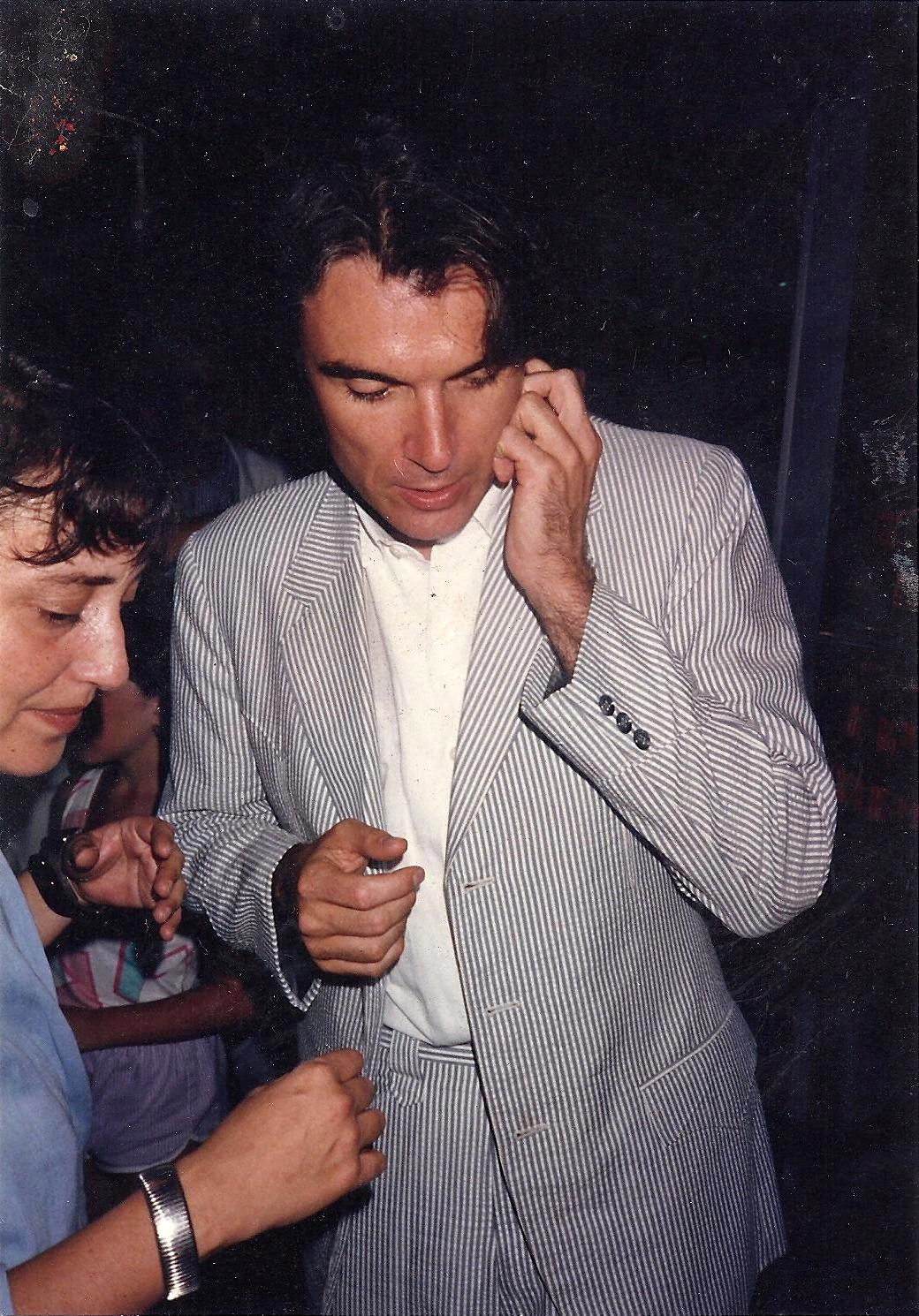
David Byrne vestint un blazer d'estil preppy i una camisa blanca d'Oxford, 1986.

En resposta a la moda punk de mitjan la dècada de 1970, hi va haver un retrocés a l'estil Ivy League de finals de la dècada de 1950. Aquest ressorgiment va arribar a resumir-se definitivament en un llibre de butxaca enormement popular llançat en 1980: The Official Preppy Handbook. La roba «preppy» popular per a home incluía camises Oxford, jerseis, colls alts, polos amb colls oberts, pantalons caqui, mitjons de rombes, pantalons de vestir, elàstics, vestits de lli amb ratlles, i jerseis de punt de cadeneta que sovint s'usaven lligats prop de les espatlles.

### Mitjan de la dècada de 1980 (1984-86)

#### Influències
A mitjan de la dècada de 1980, les tendències populars incloïen abrics esportius de llana, Levi 501s, camises hawaianes, jerseis teixits a mà, camises esportives, dessuadores amb caputxa, camises de franel·la, armilles de franel·la reversibles, jaquetes amb l'interior encoixinat, jaquetes de niló, anells d'or, pantalons curts de ciclisme d'elastà, botes de vaquer, i pantalons de color caqui amb costures irregulars.
En aquest temps va venir una explosió d'estils acolorits en la indumentària masculina, impulsada per sèries de televisió com Miami Vice i Magnum P.I.. Això va donar lloc a tendències com ara samarretes sota jaquetes costoses, de vestits amb espatlles amples i encoixinades, camises hawaianes —complementades amb abrics esportius, sovint amb solapes amb costures uperiors per a un estil «personalitzat», i en contrapunt a la brillant camisa— que sovint eren grisos, torrats, oxidats o blancs. Les jaquetes de microfibra i pana de fàcil cura es van convertir en opcions populars, especialment aquelles amb un estil occidental.
Michael Jackson també va influir molt en la moda dels adolescent i joves, com pantalons i jaquetes de cuir vermell / negre fent joc, els guants blancs, les ulleres de sol i les jaquetes de cuir descolorides amb espatlles amples i mànigues bollades.

#### Indumentària de poder
La indumentària de negocis dels homes va veure el retorn de les teles amb ratlles per primera vegada des de la dècada de 1970. Els nous teixits amb ratlles eren molt més àmplies que als vestits dels anys 1930 i 1940, però eren similars als estils dels anys 70. Els vestits de tres peces van començar el seu declivi a començaments de la dècada de 1980 i les solapes es van tornar molt angostes, similars a les de principis dels anys seixanta. Mentre que les armilles en la dècada de 1970 comunament s'havien usat alts amb sis o cinc botons, les que es van fer a començaments de la dècada de 1980 sovint només tenien quatre botons i se n'usaven poc.
Els llaços prims, breument populars a començaments dels 80, aviat van ser reemplaçats per corbates més amples i ratllades, en general en colors més conservadors que els llaços dels anys 70. Vestits creuats inspirats en la dècada de 1940 van ser tornats a introduir en la dècada de 1980 per dissenyadors com Giorgio Armani, Ralph Lauren i Anne Klein. Se'ls coneixia com a «vestits de poder», i en general es feien en blau marí, gris carbó o blau de la força aèria.

### Finals de la dècada de 1980 (1987-89)

#### Dr. Martens

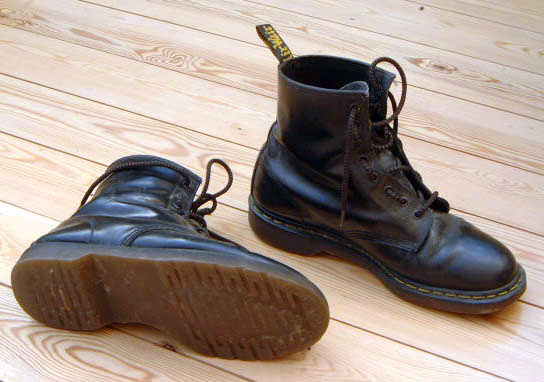
Botes Dr. Martens.

Dr. Martens eren sabates fosques o botes amb soles amb esmorteïment d'aire que van ser usats por tots dos sexes en la dècada de 1980. Eren un accessori de moda essencial per a les subcultures punk i skinhead a Gran Bretanya. De vegades, els Doc Martens es combinava amb minifaldilles o vestits d'estil complet de Laura Ashley. Eren una característica important del gòtic postpunk dels 80 que es presentava amb aspecte que presentava cabell llarg pentinat cap endarrere, pell pàl·lida, ombra d'ulls fosca, tiralínies d'ulls i llapis labial, esmalt d'ungles negre, braçalets amb punxes i collarets de gos, roba negra i cuir o vellut retallat en punta encaix o malles material. Les bandes britàniques que van inspirar la tendència gòtica inclouen The Cure, Siouxsie and the Banshees, i The Cult. Aquesta tendència tornaria en la dècada de 1990.

#### Pantalons de paracaigudes
Els pantalons de paracaigudes són un estil de pantalons caracteritzats per l'ús de niló sintètic i talls extremament amples. A l'estil original ajustat i amb cremallera externa de fins de la dècada de 1970 i principis de la dècada de 1980, el terme «paracaigudes» es referia al material de niló sintètic dels pantalons. En la dècada de 1980, el «paracaigudes» sé referiré a la gran folgança dels pantalons. Aquests també es coneixen com a pantalons «martell», a causa de l'estil característic del ràper MC Hammer. Els pantalons martell difereixen dels pantalons paracaigudes dels anys 70 i principis dels 80. Per regla general, s'usen com a roba d'home al Break dance i sovint són de colors brillants.

## Pentinats

### Pentinats per a dones

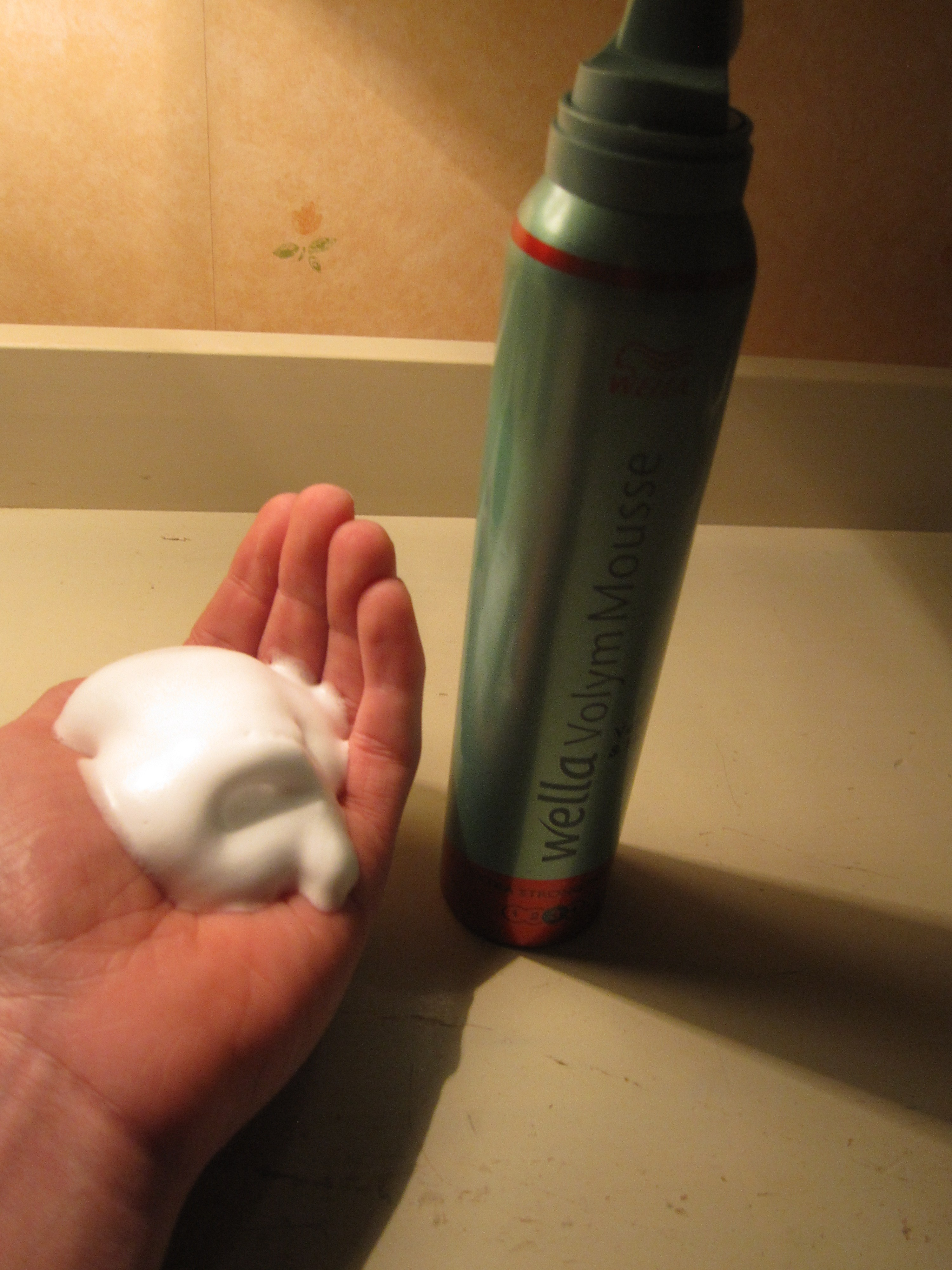
Espuma pel cabell.

Encara que el cabell llis era la norma a començaments de la dècada, i que molts estils de finals de la dècada de 1970 encara eren rellevants, la permanent havia entrat en moda en 1980.
Els pentinats voluminosos i excèntrics van ser popularitzats per les estrelles del cinema i la música i seguits en particular entre els adolescents, però també entre els adults. Aquests pentinats es van tornar icònics a mitjan dècada de 1980 i inclouen serrells usats por les nenes de les escoles primàries, secundàries, universitàries. En general, es va usar una quantitat excessiva de crema d'escuma per pentinar el cabell d'una persona, cosa que va donar com a resultat un aspecte popular i brillant i un gran volum; algunes escumes fins i tot contenien purpurina.
A partir de finals dels 80, les altes [aspretes | cues de cavall | serreigs], [les aspretes | les cues de cavall | els serreigs] al costat, i amb una banda per al cabell o simplement una cinta per al cap es va convertir en comú entre les nenes doni de les diverses escoles dels graus superiors.

#### Pentinats per a homes

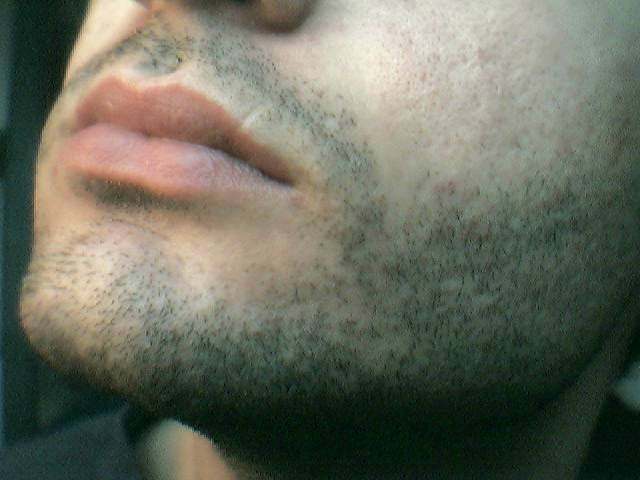
La barba d'un home en l'estil «ombra de les cinc en punt».

Al 1981, els cabells curts havia tornat a aparèixer per als homes, en reacció als gusts de finals dels 70. Les patilles dels anys 1960 i 1970 van tenir un descens massiu de la moda, i molts nois portaven talls de pèl regulars i tupés. Les barbes van passar de moda a causa de la seva associació amb els hippys, però els bigotis continuaven sent comuns entre els homes de «coll blau».
Des de mitjan dels anys 80 fins principis dels 90, els tall de pèl curt en la part davantera i lateral i llarg en la part posterior, eren populars en les àrees suburbanes i rurals entre els homes de la classe treballadora. Això contrasta amb un estil conservador preferit pels professionals de negocis, amb cabell curt ben pentinat per a homes. Alguns homes també portaven serrells en estils com frontal o cap al lateral, però no eren tan grans com els de les dones. Les extensions de cabell també van ser utilitzades en excés pels fanàtics de les bandes de glam metal.
Durant els darrers anys de la dècada de 1980 es va posar de moda les barbes de creixement curt, d'uns tres dies. Diverses companyies van fabricar retalladores de barba dissenyades per mantenir l'aspecte desitjat conegut com a «ombra de les cinc en punt».